# Святловський Володимир Володимирович
Святловський Володимир Володимирович (15 (за іншими даними 16) січня 1869 року, м. Санкт-Петербург — 22 листопада 1927 року, м. Москва) — російський історик економіки, фахівцеь у галузі фінанскового права, дослідник профспілкового руху українського походження. Один з перших в Росії критиків соціально-утопічної літератури.

## Біографія
Походив зі стародавнього дворянського роду Київської губернії, який в XVI столітті поріднився з польськими князями Сапєгами-Лісовськими. Народився в сім'ї одного з перших окружних фабричних інспекторів, доктора медицини В. В. Святловського-старшого. Його мати Р. С. Знам'янська (Святловська) була випускницею Бернського університету, одна з перших в Росії жінок-лікарів.
Брав участь у революційному русі, входив до марксистської групи Брусньова. Був у числі організаторів першого в Росії святкування 1 травня в 1890 році. Під загрозою суду в 1892 році емігрував, навчався в Мюнхенському університеті, з 1897 року — доктор державного господарства.
У 1898 році учений повернувся до Петербурга, брав участь в соціал-демократичному русі, був прихильником «економізму», пізніше примкнув до меншовиків. Служив у статистичному відділенні Міністерства землеробства, потім завідував особливим статистичним діловодством при Міністерстві фінансів, обирався секретарем Вільного економічного товариства, редагував і випускав міністерські праці по економіці сільського господарства.
Після здачі в 1900 році магістерського іспиту з політекономії з 1901 року обирається приват-доцентом в Петербурзькому університеті, в якому викладав з перервами до 1924 року. За його ініціативи при університеті засновується економічний кабінет, а при ньому — студентський гурток, де особлива увага приділялася економічним ученням Карла Маркса.
Святловський вів заняття у кількох вузах Петербурга. Одним з перших в країні почав читати курс історії соціалізму.
З листопада 1905 року — член Центрального бюро Петербурзьких профспілок, редагував його друкований орган. Згодом відійшов від активної революційної діяльності. Досліджував проблеми профспілково горуху і робітниче питання. На початку ХХ століття став одним з найбільших російських фахівців з історії та теорії профспілкового руху.
При своїй симпатії до марксизму співпрацював з усіма чотирма складами Держдуми, в перших двох був головою бюро друку. Після революційних подій 1917 року він їде до Новгородської губернії, де займався просвітницькою роботою і організував сільськогосподарське училище. З 1919 року вчений повертається до Петрограду і відновлює викладання в університеті, зокрема, читає курс «Історія соціалізму». Крім того, він веде активну пропагандистську роботу, читає лекції робітникам і солдатам, знову викладає в багатьох петроградських вузах. У цей період він мав репутацію одного з найбільших істориків соціалізму. З 1919 року неодноразово залучався для роботи в Народному секретаріаті фінансів РРФСР, був авторитетним експертом з фінансових питань.
Похований у Москві на Новодівичому кладовищі.

## Науковий доробок
Святловський був перекладачем на російську і редактором більше десятка класичних праць юристів, економістів і соціологів. Його дослідження по питанню походження грошей і на даний час не втратило своєї наукової цінності. Крім того, вчений був автором великої кількості нарисів про відомих революціонерів і політиків, з житлового питання і т. ін. Близько десяти власних робіт опублікував на французькій та німецькій мовах. Загальна кількість його публікацій перевищила 160.
В 1907 році за пропозицією Петербурзького університету і Академії наук вирушив до етнографічної експедиції. Відвідав Австралію, Нову Зеландію, Гавайські острови, острів Самоа і острів Пасхи, Нову Гвінею і Меланезію, зібрав багату етнографічну колекцію, передану Музею антропології та етнографії. По результатах поїздки опублікував ряд наукових праць, буво браний членом-кореспондентом Академії наук і професором кафедри політекономії і статистики Петербурзького психоневрологічного інституту.
При надзвичайній науковій завантаженості Святловський випустив дві збірки віршів.

## Дослідник утопій[6]
Соціальні утопії — один з наскрізних наукових інтересів Святловського. Вчений тривалий час збирав відомості про світові та російські утопії від античності до ХХ століття. Результатом цього захоплення стали три опубліковані праці — «Каталог утопій», «Російський утопічний роман» та «Комуністична держава єзуїтів у Парагваї в XVII і XVIII століттях». Бібліографічний покажчик «Каталог утопій» нині є безцінним джерелом для вивчення та пошуку архаїчної соціальної фантастики та утопічної думки минулого. У «Російському утопічному романі» подані вичерпні рецензії на маловідомі і рідкісні видання літературних творів російських авторів XVIII — початку ХХ століть. В даній роботі є також розділ, присвячений перекладеним на російську мову утопіям даного періоду. В третій розвідці детально описується законсервований общинно-феодальний етатизм, який був нав'язаний кліриками індіанцям гуарані в лісах Парагваю.

## Основні праці
- Мелиоративный кредит в Германии // Русская мысль. — 1894, октябрь. — С. 127—153.
- Государственное страхование рабочих в Германии: Историко-статистический очерк. — М., 1895.
- Л. Брентано, его воззрения и школа. — СПб., 1896.
- Примитивные деньги и эволюция древнерусских денежных систем. — СПб, 1900 — (оттиск из журнала «Народное хозяйство»).
- Очерки экономической истории древней Руси // Всемирный вестник. — 1903. — № 3-5, 11
- Положение вопроса о рабочих организациях в иностранных государствах. — СПб., 1905.
- К истории политической экономии и статистики в России. — СПб., 1906.
- Николай Тургенев и Н. С. Мордвинов. — СПб., 1905. — (оттиск из «Всемирного вестника». — 1905. — № 1).
- Профессиональные рабочие союзы. Вып. 1 — 2. — СПб., 1906—1908.
- Современное законодательство о профессиональных рабочих союзах. Франция, Бельгия, Англия, Австралия, Германия, Россия. — СПб., 1907.
- Профессиональное движение в России. — СПб., 1907.
- К вопросу о международных платежах. — СПб., 1910. — (оттиск из «Вестника Центрального банка»)
- Очерки по истории политической экономии. — СПб., 1913.
- Примитивно- торговое государство как форма быта. — СПб., 1914.
- Примирительные камеры. — Пг., 1917.
- История экономических идей в связи с историей экономического быта. — Пг., 1923.
- Происхождение денег и денежных знаков. — М.; Пг., 1923.
- История профессионального движения в России. От возникновения рабочего класса до конца 1917 года. — Л., 1924.